# 市ノ瀬 (上富田町)
市ノ瀬（いちのせ）は、和歌山県西牟婁郡上富田町の大字。2010年10月1日現在の人口は1,756人。郵便番号は649-2107。本項ではかつて同区域に存在した西牟婁郡市ノ瀬村（いちのせむら）についても記す。

## 地理
上富田町の北東端、富田川の中流域にあたる。西で岡・岩田、南で生馬、東で下鮎川および田辺市鮎川・中辺路町下郡、北で中辺路町西谷に接する。富田川に北から汗川、南から清水谷川が流入する。富田川の右岸を国道311号、左岸を和歌山県道219号下川上牟婁線が並行する。

### 山岳
- 大森山

### 河川
- 富田川
- 汗川
- 清水谷川

## 歴史
- 幕末 - 牟婁郡市ノ瀬村が存在。「旧高旧領取調帳」の記載によると紀州藩附家老安藤氏領。
- 慶応4年1月24日（1868年2月17日） - 安藤氏領が立藩して田辺藩領となる。
- 明治4年7月14日（1871年8月29日） - 廃藩置県により田辺県の管轄となる。
- 明治4年11月22日（1872年1月2日） - 和歌山県の管轄となる。
- 1879年（明治12年）1月20日 - 所属郡が西牟婁郡に変更。
- 1889年（明治22年）4月1日 - 町村制の施行により、近世以来の市ノ瀬村が単独で自治体を形成。
- 1956年（昭和31年）9月30日 - 市ノ瀬村が鮎川村の一部（1 - 390番地の一部）を編入のうえ岩田村と合併して上富田町が発足。同町の大字となる（旧・鮎川村は大字下鮎川となる）。

## 交通

### バス
龍神自動車
- 熊野本宮線
  - 紀南病院 - 紀伊田辺 - つぶり坂 - 新庄駅 - 朝来 - 鮎川新橋 - 栗栖川 - 熊野本宮大社 - 発心門王子

明光バス
- 栗栖川線
  - 田辺駅 - つぶり坂 - 新庄駅 - 朝来 - 鮎川新橋 - 栗栖川

くちくまのコミュニティバス
- 系統番号2（町内循環線右回り）岩田・市ノ瀬・下鮎川・田熊方面
  - 上富田町役場 - 熊野高校前 - 南紀福祉センター前 - 市ノ瀬診療所前 - 改善センター前 - 上富田町役場
- 系統番号3（町内循環線左回り）田熊・下鮎川・市ノ瀬・岩田方面行き
  - 上富田町役場 - 改善センター前 - 市ノ瀬診療所前 - 南紀福祉センター前 - 熊野高校前 - 上富田町役場

### 道路
- 国道311号
- 和歌山県道219号下川上牟婁線

## 施設
- 上富田町立市ノ瀬小学校
- 市ノ瀬体育館
- 春日神社
- 一乗寺
- ラピーム白浜ゴルフクラブ